# Svastra detecta
Svastra detecta är en biart som beskrevs av Holmberg 1884. Svastra detecta ingår i släktet Svastra och familjen långtungebin. Inga underarter finns listade i Catalogue of Life.